# Frederico, Duque de Iorque e Albany
Frederico Augusto, Duque de Iorque e Albany (em inglês: Frederick August, Duke of York and Albany) (16 de agosto de 1763 - 5 de janeiro de 1827) era o segundo filho mais velho do rei Jorge III do Reino Unido, um membro da Casa de Hanôver e da família real britânica. A partir da morte do pai, em 1820, até à sua própria morte em 1827, foi o herdeiro presuntivo do seu irmão mais velho, o rei Jorge IV.
Foi enviado para o exército britânico quando era ainda muito novo, nomeado para o alto comando aos trinta anos e foi comandante numa campanha conhecida pelo seu fracasso durante a Guerra da Primeira Coligação que se seguiu à Revolução Francesa. Mais tarde, na posição de comandante-em-chefe, reorganizou o exército britânico, levando a cabo reformas estruturais e administrativas.

## Primeiros anos

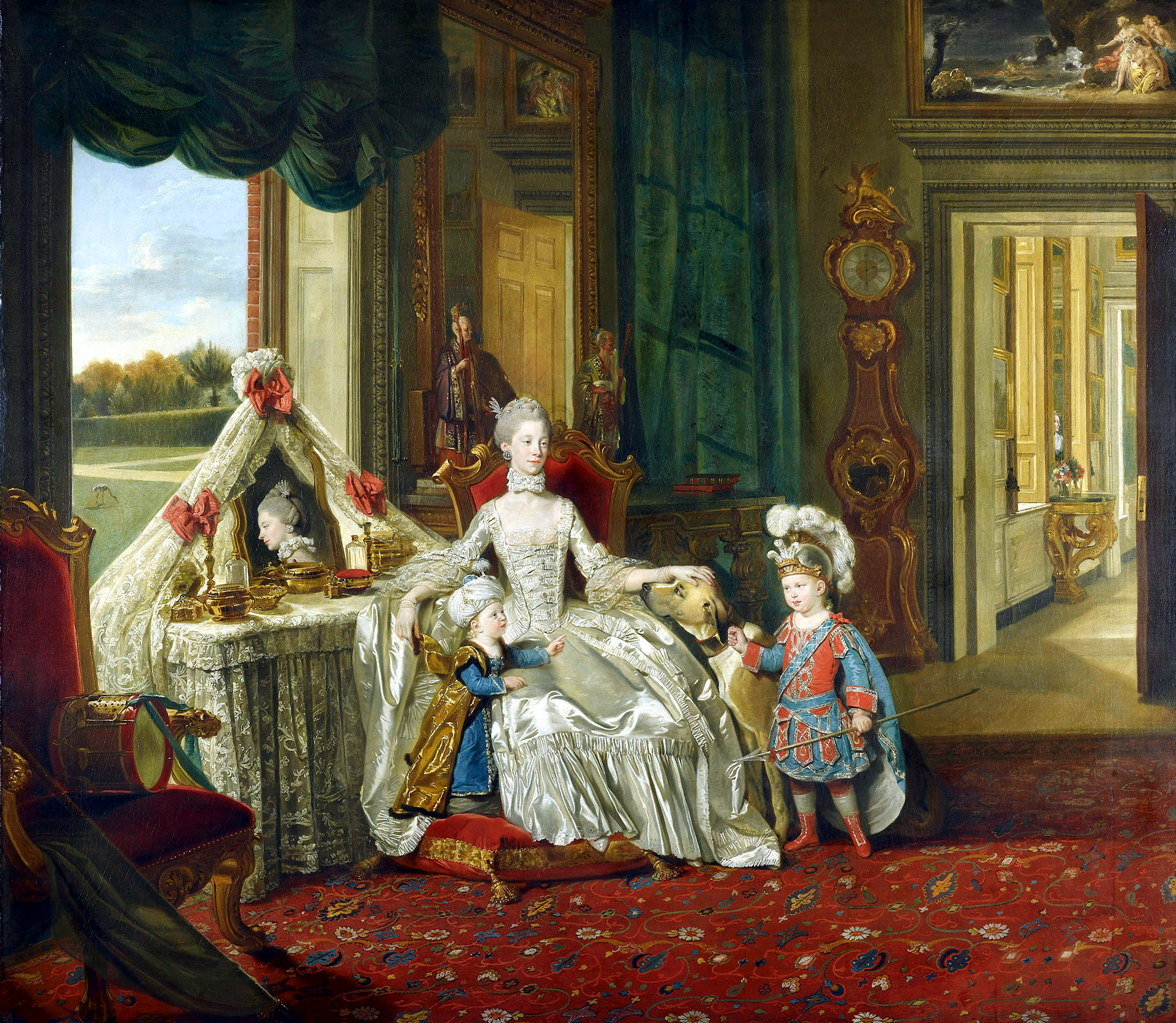
Frederico (dir.) com a sua mãe, Carlota, e o irmão, Jorge.

O príncipe Frederico Augusto, ou o duque de Iorque, título pelo qual se tornaria conhecido mais tarde, pertencia à Casa de Hanôver. Nasceu no dia 16 de agosto no Palácio de St. James, em Londres. O seu pai era o monarca reinante da Grã-Bretanha, o rei Jorge III e a sua mãe era a rainha Carlota (nascida princesa de Mecklemburgo-Strelitz). Foi baptizado a 14 de setembro de 1763 no Palácio de St. James pelo arcebispo da Cantuária, Thomas Secker, e os seus padrinhos foram o seu tio-avô, o duque de Saxe-Gota-Altemburgo (representado na cerimónia pelo conde Gower, Lord Chamberlain), o seu tio, o duque de Iorque (representado pelo conde de Huntingdon) e a sua tia-avó, a princesa Amélia.
A 27 de fevereiro de 1764, quando o príncipe Frederico tinha seis meses de idade, o seu pai conseguiu fazer com que ele fosse nomeado príncipe-bispo de Osnabruque, na Baixa Saxónia. Recebeu este título porque o seu pai, sendo príncipe-eleitor de Hanôver, tinha o direito de escolher quem podia deter este título (em alternação com o prelado católico). Foi investido como cavaleiro da Honorável Ordem de Bath a 30 de dezembro de 1767 e cavaleiro da Ordem da Jarreteira a 19 de junho de 1771.

## Carreira militar

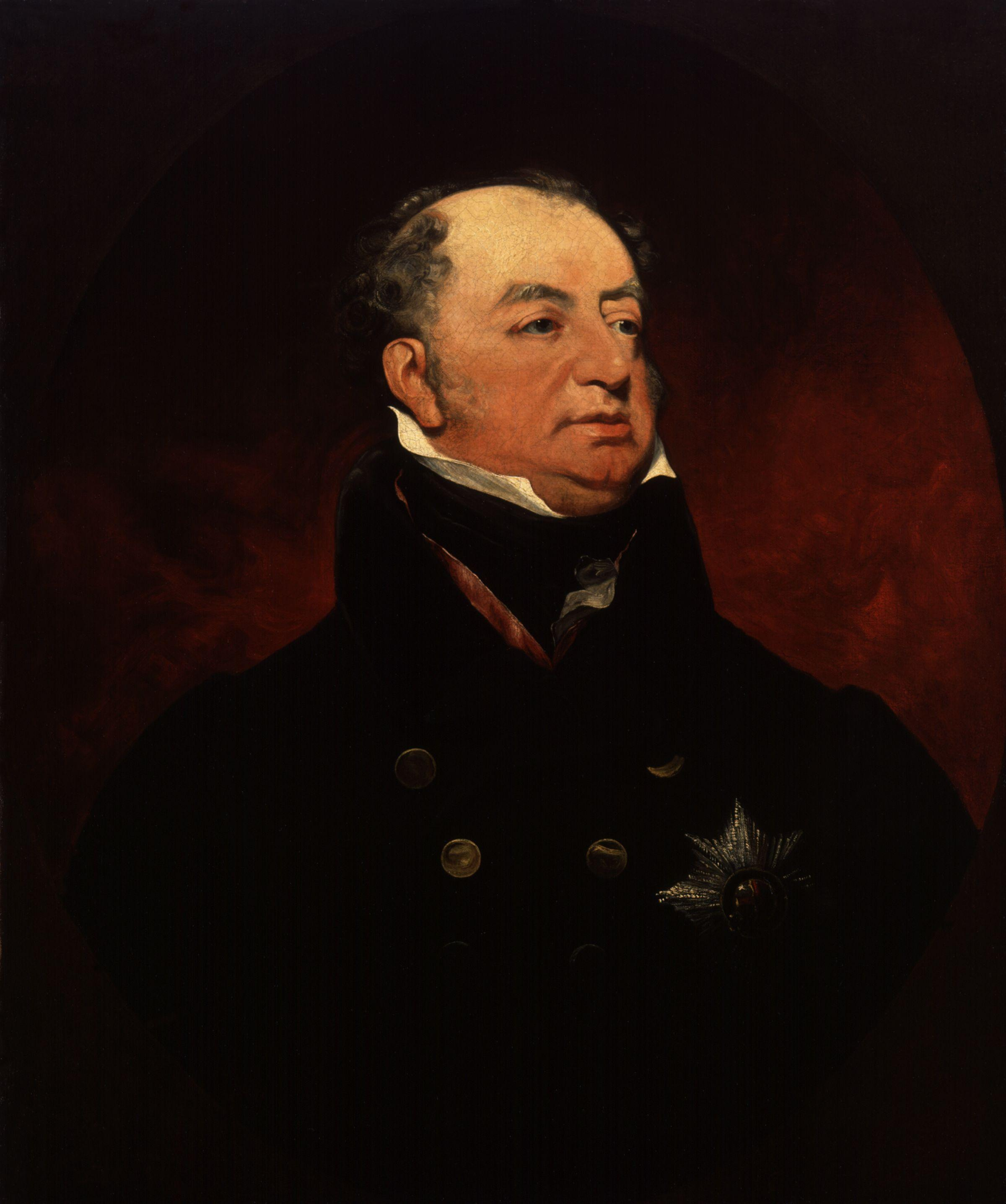
Frederico por John Jackson.

Jorge III decidiu que o seu segundo filho seguiria uma carreira militar e conseguiu nomeá-lo coronel concursado a 4 de novembro de 1780. Entre 1781 e 1787, o príncipe Frederico viveu em Hanôver, onde estudou juntamente com os seus irmãos mais novos, os príncipes Eduardo, Ernesto, Augusto e Adolfo na Universidade de Göttingen. Foi nomeado coronel do 2o. Regimento de Guardas Granadeiros a Cavalo a 26 de março de 1782 antes de ser promovido a major-general a 20 de novembro de 1782. Promovido a tenente-general a 27 de outubro de 1784, foi nomeado coronel dos Guardas Coldstream a 28 de outubro de 1784.
Recebeu os títulos de duque de Iorque e Albany e conde Ulster a 27 de novembro de 1784 e tornou-se membro do Conselho Privado. Manteve o bispado de Osnabruque até 1803, ano em que, devido à secularização que se seguiu à dissolução do Sacro Império Romano, o bispado foi incorporado ao Reino da Prússia.  No verão de 1787, a imprensa americana lançou rumores de que o governo estava a preparar um golpe e que convidaria o príncipe Frederico para se tornar "rei dos Estados Unidos". Quando regressou à Grã-Bretanha, o duque ocupou o seu lugar na Câmara dos Lordes, onde, a 15 de dezembro de 1788, durante a crise da regência, se opôs ao projecto de lei de regência de William Pitt num discurso que teria a influência do príncipe de Gales A 26 de maio de 1789, participou num duelo com o coronel Charles Lennox, que o tinha insultado. Lennox falhou o alvo e o príncipe Frederico recusou-se a disparar em resposta.

### Flandres
A 12 de abril de 1793, Frederico foi promovido a general. Nesse mesmo ano, foi enviado para Flandres para comandar o contingente britânico do exército de Coburgo que tinha como objectivo invadir a França. Frederico e o seu comando combateram na Campanha de Flandres em condições extremamente difíceis. O príncipe venceu vários confrontos notáveis, tais como o Cerco de Valenciennes em julho de 1793, mas foi derrotado na Batalha de Hondschoote em setembro de 1793. Na campanha de 1794, conseguiu vencer a Batalha de Willems em maio, mas foi derrotado na Batalha de Tourcoing nesse mesmo mês. O exército britânico foi evacuado através de Bremen em abril de 1795.

### Comandante-em-chefe
Depois de regressar à Grã-Bretanha, o seu pai, Jorge III, promoveu-o à posição de marechal-de-campo a 18 de fevereiro de 1795. A 3 de abril de 1795, Jorge nomeou-o comandante-em-chefe efectivo, sucedendo a Lord Amherst apesar de o título apenas ter sido confirmado três anos depois. Também foi coronel do 60.º Regimento a Pé a partir de 19 de agosto de 1797.
Quando foi nomeado comandante-em-chefe, Frederico declarou imediatamente o seguinte, referindo-se à sua Campanha de Flandres de 1793-94: "(...) nenhum oficial devia ser sujeito às mesmas desvantagens sob as quais ele trabalhou".
O seu segundo comando de campo aconteceu com um exército enviado para a invasão anglo-russa da Holanda em agosto de 1799. A 7 de setembro de 1799, recebeu o título honorário de capitão-general. Sir Ralph Abercromby e o almirante sir Charles Mitchell, encarregados da vanguarda, tinham conseguido capturar alguns navios de guerra holandeses em Den Helder. Contudo, após a chegada do duque com o corpo principal do exército, as forças aliadas passaram por uma série de desastres que incluíram a falta de mantimentos. A 17 de outubro de 1799, o duque assinou a Convenção de Alkmaar, em consequência da qual a expedição aliada se retirou depois de desistir dos seus prisioneiros.
Estes contratempos militares deviam-se à falta de antiguidade moral de Frederico como comandante de campo, ao estado miserável do exército britânico na altura e os objectivos militares contraditórios dos protagonistas. Depois desta campanha falhada, Frederico foi ridicularizado, talvez injustamente, na rima "The Grand Old Duke of York" [O Grande e Velho Duque de Iorque]:
The grand old Duke of York,
He had ten thousand men.
He marched them up to the top of the hill
And he marched them down again.
And when they were up, they were up.
And when they were down, they were down.
And when they were only halfway up,
They were neither up nor down.

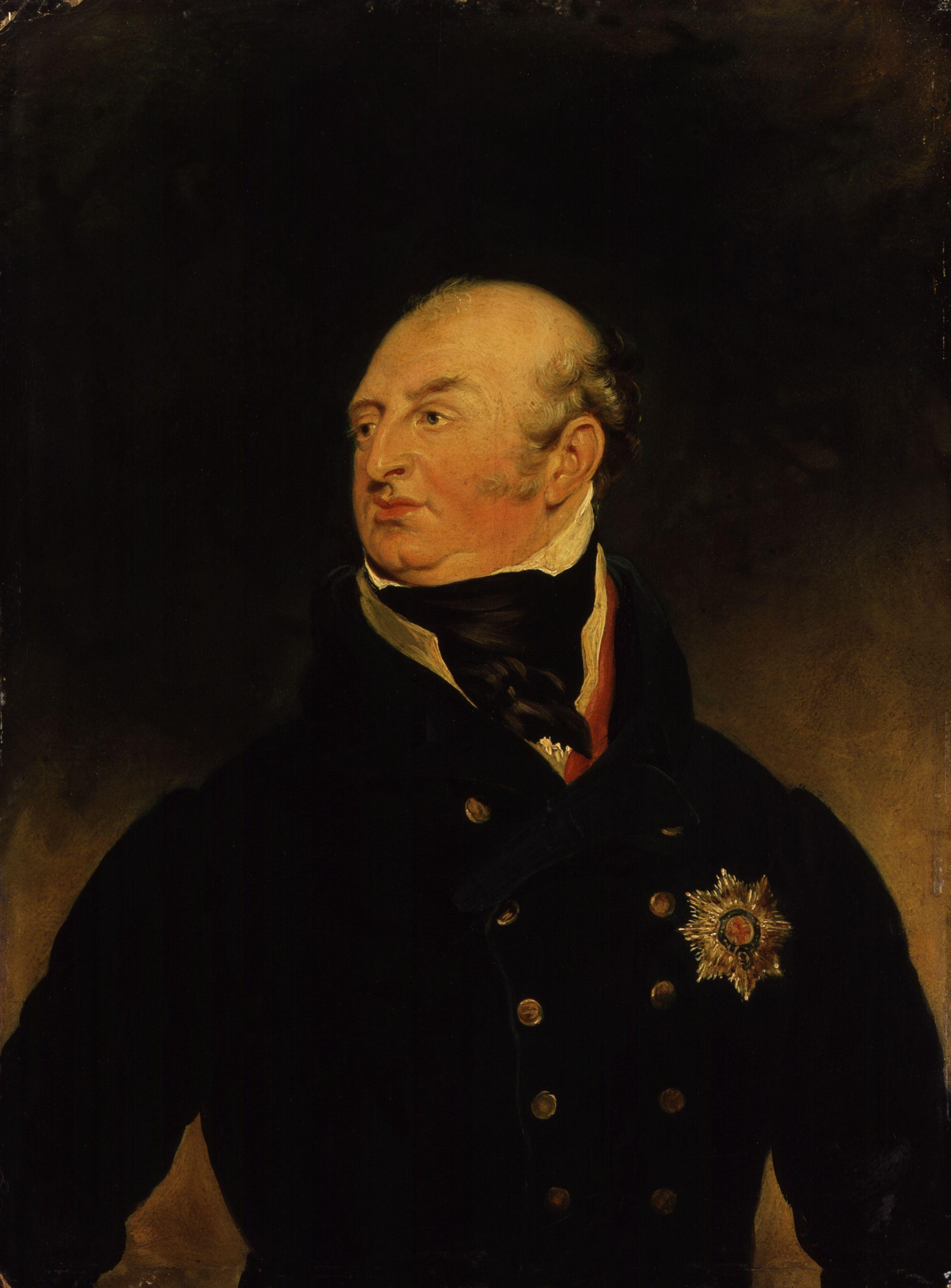
Frederico nos seus últimos anos de vida.

A experiência de Frederico na campanha holandesa impressionou-o profundamente. Essa campanha e a campanha de Flandres tinham demonstrado as várias fraquezas do exército britânico após vários anos de negligência. Como comandante-em-chefe, Frederico levou a cabo um programa massivo de reforma. Foi a pessoa mais responsável pelas reformas que criaram a força que prestou serviço na Guerra Peninsular. Também estava encarregue das preparações contra a invasão ao Reino Unido planeada por Napoleão em 1803. Na opinião de Sir John Fortescue, Frederico "fez mais pelo exército do que qualquer outro homem em toda a sua história."
Em 1801, Frederico apoiou activamente a criação da Real Academia Militar de Sandhurst que promovia o treino profissional e por mérito de futuros oficiais comissariados.
A 14 de Setembro de 1805, recebeu o título honorário de Guardião da Floresta de Windsor.
Frederico demitiu-se da sua posição de comandante-em-chefe a 25 de março de 1809 devido ao escândalo causado pelas actividades da sua última amante, Mary Anne Clarke. Clarke foi acusada de vender comissões do exército ilicitamente sob a protecção de Frederico. Um comité escolhido pela Câmara dos Comuns levou a cabo um inquérito sobre o assunto Eventualmente, o Parlamento absolveu Frederico da acusação de ter recebido subornos com 278 votos contra 196. Apesar de tudo, o príncipe demitiu-se devido ao grande número de votos contra ele. Dois anos depois foi descoberto que Clarke tinha recebido pagamentos do principal acusador de Frederico, que tinha caído em desgraça, e o príncipe-regente voltou a nomear o irmão, agora exonerado, comandante-em-chefe a 29 de maio de 1811.
Frederico mantinha uma residência no campo em Oatlands, perto de Weybridge, em Surrey. No entanto, como estava lá raramente, uma vez que preferia ocupar o seu tempo com os Guardas a Cavalo (o quartel-general do exército britânico) e com a alta sociedade de Londres, principalmente nas suas mesas de jogo. Frederico ficou endividado toda a vida por causa de apostar demasiado em jogos e cavalos. Após a morte inesperada da sua sobrinha, a princesa Carlota de Gales, em 1817, Frederico ficou no segundo lugar da linha de sucessão e com grandes hipóteses de vir a herdar a coroa. Em 1820, tornou-se herdeiro presumível após a morte do seu pai, o rei Jorge III.
Frederico morreu de hidropsia e aparente doença cardio-vascular em casa do duque de Rutland em Arlington Street, Londres, em 1827. Depois de um velório em Londres, o corpo de Frederico foi sepultado na Capela de São Jorge em Windsor.

## Família
Frederico casou-se por procuração a 29 de setembro de 1791 em Charlottenburg, Berlim, e em pessoa, no Palácio de Buckingham, a 23 de novembro de 1791, com a sua prima, a princesa Frederica Carlota da Prússia, filha do rei Frederico Guilherme II da Prússia e da duquesa Isabel Cristina de Brunswick-Lüneburg. O casamento não foi feliz e o casal separou-se pouco depois. Frederica retirou-se para Oatlands, onde viveu até à sua morte em 1820.